# Grantia polymorpha
Grantia polymorpha är en svampdjursart som beskrevs av Ernst Haeckel 1872. Grantia polymorpha ingår i släktet Grantia och familjen Grantiidae. Inga underarter finns listade i Catalogue of Life.